# عزت أبو الرب
عزت فريد أسعد أبو الرب واسمه الحركي خطاب (أبو حسام؛ وُلد في 18 أغسطس 1938 في قباطية – تُوفي في 25 مايو 1992 في بوخارست) سياسي ودبلوماسي ومؤلف فلسطيني، كان مديرًا لمكتب ممثلية منظمة التحرير الفلسطينية لدى الأردن، ورومانيا وليبيا. كما كان عضوًا في المجلس الثوري لحركة فتح والمجلس المركزي الفلسطيني.

## النشأة
وُلد أبو الرب في بلدة قباطية جنوب جنين في 18 أغسطس 1938. تلقى تعليمه الأساسي والإعدادي في قباطية واكمل تعليمه الثانوي في جنين عام 1956.
انضم للعمل لدى وزارة التربية والتعليم الأردنية، وعمل مدرسًا في قباطية، ثم انتقل عام 1964 إلى السعودية وعمل مدرسًا ولاحقًا مذيعًا لدى الإذاعة السعودية في الرياض.
تلقى تعليمه الجامعي في لبنان، وعاد إلى الضفة الغربية في مايو 1967.

## حياته السياسية
بعد حرب 1967، انضم إلى حركة فتح وتنقل مع ياسر عرفات في الضفة الغربية إلى عدة أماكن حتى غادر أبو الرب الضفة الغربية إلى الأردن بعدما صار مُطاردًا من الاحتلال الإسرائيلي وتولى هناك مسؤولية قيادة حركة فتح في حي الهاشمي، إضافة لكونه معلقًا في إذاعة صوت العاصفة خلال أحداث أيلول عام 1970.
في 20 يونيو 1971، اعتقلته الأجهزة الأمنية الأردنية ومكث في سجن الجفر الصحراوي حتى إطلاق سراحه قبل حرب أكتوبر 1973.
أُعيد اعتقاله في 23 أكتوبر 1974 وحتى 14 نوفمبر 1974. لاحقًا في 23 يناير 1975 وُضع تحت المراقبة حتى إبعاده إلى سوريا في 6 نوفمبر 1975.
كُلف في لبنان بمهام نائب المفوض السياسي لقوات العاصفة وظل فيه حتى خروج منظمة التحرير الفلسطينية من بيروت إثر الاجتياح الإسرائيلي للبنان عام 1982.
لاحقًا عينه رئيس منظمة التحرير الفلسطينية ياسر عرفات ممثلًا لمنظمة التحرير لدى الأردن، ثم رومانيا ولاحقًا ليبيا.

## وفاته
تُوفي أبو الرب في 25 مايو 1992 خلال زيارته رومانيا لحضور حفل تخرج ابنه.
دُفن لاحقًا في 27 مايو 1992 في مقبرة سحاب الإسلامية في العاصمة الأردنية عمان.

## مؤلفاته
صدر لأبو الرب نشرات ومقالات وكتب، كان من أبرز كتبه:
- أيام فلسطينية حافلة في الشرق الأقصى 1982م.
- كلمات مضيئة 1993، صدر بعد وفاته.
- صفحات مشرقة 2009، صدر بعد وفاته.

## أوسمة
في 27 يوليو 2015، منحه الرئيس الفلسطيني محمود عباس وسام الاستحقاق والتميز.

## حياته الشخصية
أبو الرب متزوج من هند الخالدي ولديه ولدان (حسام وعلاء).